# 枣园村古墓群
枣园村古墓群，位于山西省运城市平陆县张店镇枣园村东北部，是中华人民共和国山西省文物保护单位之一。
1996年1月12日，授予山西省文物保护单位，是一座古墓葬。